# Программа Капустина
«Программа Капустина» — подложная политическая программа, разработанная в СССР для подрыва власовского движения. Была обнародована в 1943 году от имени советского агента С. Н. Капустина. Предусматривала, среди прочего, радикальную реформу компартии, усиление роли русских, устранение от власти Сталина и роспуск колхозов.

## Предпосылки
С осени 1941 года до советского руководства стали доходить известия о том, из бывших красноармейцев в немецком плену создаются военные части для борьбы против сталинского режима. Непосредственной опасности для режима эти действия не представляли, поскольку вербовка пленных производилась децентрализованно и относительно медленно. Однако уже в 1942 году на передовых участках фронта и в тылу группы армий «А» , продвигавшейся на Кавказ, появились 25 батальонов Восточных легионов, состоявших из представителей национальных меньшинств СССР. К этому же времени относится первая попытка образования русских вооруженных сил под собственным командованием.
Особые опасения советского руководства вызывала деятельность пленного генерала А. А. Власова. Став руководителем Русской освободительной армии (РОА), Власов посещал города, занятые немцами и выступал с призывами к борьбе против сталинского режима. Основные тезисы своей политики Власов изложил в «Смоленской декларации», составленной в начале 1943 года. Идеи Власова быстро получили известность, поэтому советское руководство решило принять контрмеры.

## История
Для противодействия идеям Власова и привлечения военнопленных на свою сторону, советское руководство летом 1943 года начало кампанию контрпропаганды. В рамках этой кампании НКВД завербовал находившегося в заключении бывшего майора РККА С. Н. Капустина. Ему было поручено, перейдя линию фронта под видом военнопленного, вступить в РОА, проникнуть в окружение Власова и по возможности убить его. Кроме того, Капустину было дано поручение распространять собственную программу, составленную в Москве и рассчитанную на патриотизм российских коллаборантов.

## Содержание
Основные положения «программы Капустина» сводились к следующему:
- Цель германского вторжения есть порабощение России[b]; РОА — приспешники немцев.
- Советское правительство уже пошло навстречу некоторым народным чаяниям: восстановлена православная Церковь, из армии удалены комиссары.
- Советское руководство пришло к выводу, что только русские (великороссы) прошли испытание войной; в послевоенном СССР все национальные республики будут подчинены правлению русских.
- Послевоенная политическая система СССР будет радикально изменена: национальные республики расформированы; ВКП(б) станет общенародной партией, предназначенной для всеобщего образования; Сталин отстранен от власти и заменен А. А. Андреевым; колхозы будут распущены.

По мнению британского историка Джона Эриксона, программа содержала патриотический посыл с оттенком шовинизма: Россия для русских, освобождение от власти КПСС и Сталина, отмена коллективизации.